# 弗雷德里克·温斯洛·泰勒
弗雷德里克·温斯洛·泰勒（英語：Frederick Winslow Taylor，1856年3月20日—1915年3月21日），美国管理学家及機械工程師，以帶動美國二十世紀初的進步時代而聞名於世。

## 生平
1856年出生在美国费城杰曼顿一个富裕的律师家庭。從他的母親那裏接受过较好的早期教育。亦曾在法國和德國學習過兩年，後來又周遊歐洲18個月。1874年毕业于菲利普斯埃克塞特学院，1874一1890年在费城米德威钢铁公司做工，先后任工头、副工长、机械车间工长、制图主任，总工程师。其间，利用业余时间学习，获工程师职称。此外他還愛好打網球，並和克勞倫斯·克拉克一起獲得了美國網球公開賽的前身——1881年全美網球錦標賽的雙打冠軍。此後又在史蒂文斯理工學院學習，並于1883年畢業。
其主要著作《计件工资制度》（1895年）《车间管理》（1903年）《科学管理原理》（1911年）同年协助创立“工业管理科学促进会”。为改进工厂管理，对一系列机械工程进行试验，制定出一种保证最大效率的“时间和动作”标准体系——科学管理（又称泰勒制）。泰勒一生获专利权的发明创造有100多项。1906年10月19日獲得賓夕法尼亞大學的榮譽自然科學博士學位。後來他還成爲了達特茅斯學院的塔克商学院教授。

## 貢獻
1911年泰勒在其所著的《科學管理原則》（The Principles of Scientific Management）一書中提出四項基本原則：
- 第一：以一種科學方法代替工人判斷之經驗法則。
- 第二：以科學方法選擇並訓練工人，分析考驗他所適宜的工作，以代替任由工人自行尋求他自認為適宜的工作，以及由工人自己訓練自己的辦法。
- 第三：應於工作人員與管理人員間，發展一種熱忱合作之精神，以保證工作可按科學化程序完成之。
- 第四：管理人員與工人間應平等分工，使之就其所能，分掌最適宜之工作，因矯正昔日將大部分工作及責任歸諸工人之弊端。

泰勒之第一原則，今已廣泛發展及應用於“方法工程”（Methods Engineering）及“工作衡量”（Work Measurement）兩學科之中。
目前因得實驗心理及生理百員之協助，發展成為“人因工程”（Human Factor Engineering），已廣泛用於工業管理。
第二、三項原則發展成為“工業關係”（Industrial Relations）中之主要功能。至於第四原則發展成為計划與控制之基本管理功能，由專門管理人員負責，使基層領班與工人不必再注意及此。泰勒對於生產組織、工廠佈置、工資支付理論及“時間研究”（Time Study）等方面，亦有甚大之貢獻。

## 外部連結
- Frederick Winslow Taylor的作品  - 古騰堡計劃
- 互联网档案馆中弗雷德里克·温斯洛·泰勒的作品或与之相关的作品
- Special Collections – F.W. Taylor Collection，史蒂文斯理工學院圖書館的收藏